# Полюдова, Дарья Владимировна
Дарья Владимировна Полюдова (род. 4 февраля 1989, Кувасай, Ферганская область) — российская политическая активистка, лидер «Левого сопротивления». Была трижды осуждена по политическим статьям, признавалась политической заключённой правозащитным центром «Мемориал» и организацией Amnesty International.

## Биография
Родилась 4 февраля 1989 года в городе Кувасай, Узбекская ССР. В 2012 году окончила уголовно-правовую кафедру юридического факультета Новороссийского филиала Краснодарского университета МВД России. При этом со времени учёбы участвовала в левом оппозиционном движении, состояла в КПРФ, организации «Левый фронт» и незарегистрированных партиях «РОТ Фронт» и Объединённой коммунистической партии, которые затем покинула.
Организовывала акции «Стратегии-31» в Новороссийске. Русская служба Би-би-си пишет, что «из-за постоянных задержаний и увольнений Полюдова вынуждена была переехать в Краснодар, а позднее — в Москву».
Выходила в пикеты в поддержку украинских и крымскотатарских политических заключённых, Pussy Riot, а также фигурантов «Болотного дела», «московского дела» и дела «Сети», участвовала в протестах против строительства мусорного полигона вблизи Шиеса и протестах против строительства храма на месте сквера в Екатеринбурге.

### Первая судимость
В августе 2014 года была арестована за подготовку «Марша за федерализацию Кубани» в Краснодаре, который должен был пройти в рамках всероссийской акции протеста против войны с Украиной. Обвинялась по статьям
- ч. 1 ст. 280 УК РФ («Публичные призывы к осуществлению экстремистской деятельности»),
- ч. 2 ст. 280 УК РФ («Публичные призывы к осуществлению экстремистской деятельности, совершенные с использованием сети „Интернет“»),
- ч. 2 ст. 280.1 УК РФ («Публичные призывы к осуществлению действий, направленных на нарушение территориальной целостности Российской Федерации, совершенные с использованием сети „Интернет“»). Утверждается, что таким образом Полюдова стала первой в России обвиняемой в призывах к сепаратизму по новой статье[5].

В июле 2015 года в отношении Полюдовой было возбуждено уголовное дело по статье 319 УК РФ «Оскорбление представителя власти» за то, что она разместила на своей странице во «ВКонтакте» песню-кричалку «Путин — хуйло!». В июле это уголовное дело было прекращено после ходатайства адвоката Полюдовой о проведении очной ставки с потерпевшим — Владимиром Путиным.
В декабре 2015 года была приговорена к двум годам колонии-поселения. 30 марта 2016 года правозащитная организация Amnesty International признала Дарью Полюдову узником совести и потребовала освободить её. Также признана политической заключённой правозащитным центром «Мемориал». В колонии Полюдова жаловалась на избиения и давление, неоднократно объявляла голодовку. Вышла из колонии в 2017 году.

### «Левое сопротивление»
После выхода из колонии организовала движение «Левое сопротивление», которое позиционировало себя как «выступающее против угнетателей-капиталистов за всех угнетенных, за власть трудящихся». Движение занималось проведением пикетов и раздачей листовок. На страницу «Левого сопротивления» в ВКонтакте было подписано около 200 человек.

### Вторая судимость
В январе 2019 года вышла на одиночный пикет на Триумфальной площади Москвы с плакатом «Курилы, хватит кормить Москву! Да здравствует Дальневосточная республика!». В январе 2020 года была арестована. Изначально обвинялась по ч. 1 ст. 280.1 («Публичные призывы к сепаратизму»), но уголовное дело было прекращено в связи с частичной декриминализацией деяния. Взамен были предъявлены обвинения по статьям
- ч. 1 ст. 280 УК РФ («Призывы к экстремистской деятельности») за видео про стрельбу возле здания ФСБ в Москве,
- ч. 2 ст. 205.2 УК РФ («Публичное оправдание терроризма с использованием сети „Интернет“») за пост про чеченского полевого командира Шамиля Басаева.

Была вновь признана политической заключённой правозащитным центром «Мемориал». В мая 2021 года Полюдова была приговорена к шести годам колонии общего режима. Её соратников Игоря Кузнецова, Сергея Кирсанова, Кирилла Котова, Алёну Крылову и Андрея Романова также обвинили по ч. 2 ст. 282.1 УК РФ («Участие в экстремистском сообществе»).
Полюдова подавала жалобу Европейский суд по правам человека (ЕСПЧ) на чрезмерно длительное содержание под стражей во время следствия, в октябре 2022 года ЕСПЧ присудил ей две тысячи евро компенсации.

### Третья судимость
В декабре 2021 года Полюдовой было предъявлено новое обвинение, по статьям
- ч. 1 ст. 282.1 УК РФ («Организация экстремистского сообщества») из-за организации «Левого сопротивления»,
- ч. 2 ст. 205.2 УК РФ («Публичное оправдание терроризма с использованием сети „Интернет“») из-за постов на странице «Левого сопротивления», опубликованных в 2019 году. Один из постов назывался «Казнить предателя Путлера за государственную измену!», другие были посвящены аннексии Крыма и крымскотатарским активистам, связанным с «Хизб ут-Тахрир»[9].

В декабре 2022 года Полюдова была приговорена к девяти годам колонии общего режима.
В июле 2023 года она была помещена в штрафной изолятор, основанием для чего стало найденное у неё лезвие, по словам Полюдовой — подкинутое ей. После этого она объявила голодовку.